# San Vicente y las Granadinas en los Juegos Olímpicos de París 2024
San Vicente y las Granadinas estuvieron representadas en los Juegos Olímpicos de París 2024 por cuatro deportistas, dos hombres y dos mujeres, que compitieron en dos deportes.
Los portadores de la bandera en la ceremonia de apertura fueron el nadador Alex Joachim y la atleta Shafiqua Maloney. El equipo olímpico sanvicentino no obtuvo ninguna medalla en estos Juegos.